# 美國大都市圈
美國大都市圈（英語：Megaregions of the United States）是指一些由美国城市組成的集群网络。據估計，這些大都市圈的人口將會於2025年增長至700萬至6300萬不等。而美国2050项目，一個由洛克菲勒基金會和福特基金会贊助的組織，列出了位於美國和加拿大的11個美國大都市圈。於2005年7月，維吉尼亞理工大學都市研究所的罗伯特·E·朗和當·達維爾對美國大都市圈进行了探讨，並於2007年將美國二十個大都市圈'組合成十個大都市圈。而這個概念是參考城市群概念制成的。

## 定义

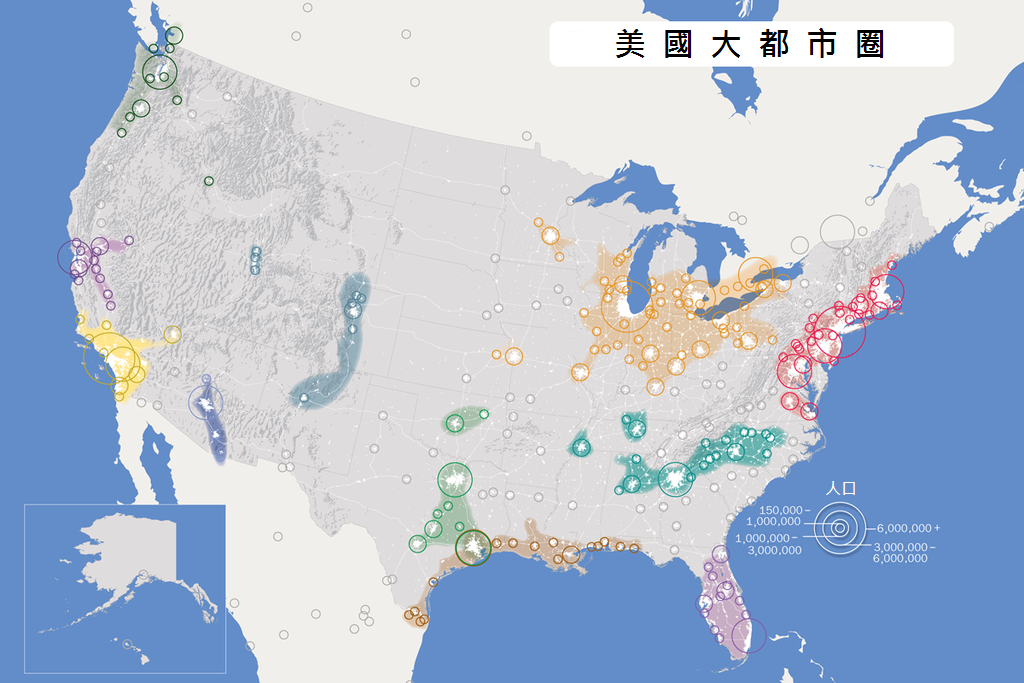
区域规划协会的美國大都市圈地圖
太阳走廊大都市圈
卡斯卡迪亚大都市圈
佛羅里達州大都市圈
芬茲山脈大都市圈
五大湖區大都市圈
墨西哥灣沿岸大都市圈
東北地區大都市圈
北加州大都市圈
皮埃蒙特大西洋大都市圈
南加州大都市圈
德州三角地帶大都市圈

一個大都市圈，即一個由眾多城市組成的大型网络，且這些城市之間互相具備以下的要素：
- 环境系统和地形
- 基础设施系统
- 经济的联系
- 土地利用方式
- 文化和历史[7]

大都市圈可以指城市群或大都市群。美國超過70％居民居住於全美11個大都市圈中，而全國逾70％的工作都位於這些大都市圈內。在現代，大都市圈是全球经济中新的竞争勢力。這些大都市圈的特征為不斷增加的货物、人口和資金流动。佛罗里达州政府於2006年指出，包括佛罗里达州在內的11個大都市圈可以算是獨立的世界经济體系。美國大部分的收入均來自它們，它們亦吸引了大量的专业人才，並且占有市場的比率很高。
大都市圈的概念向城市和都會区提供一个跨区且有利的合作环境。這些合作包括政策协调和面對大都市圈規模的問題和挑戰。而大都市圈面對的問題和挑戰則包括高速铁路规划、對大型的河流流域的保护和协调区域经济发展战略。
区域规划协会列出了位於美國和加拿大的11個美國大都市圈包括：
- 太阳走廊大都市圈
- 卡斯卡迪亚大都市圈（又稱太平洋西北地区，與加拿大共享）
- 佛罗里达州大都市圈
- 芬茲山脈大都市圈
- 五大湖区大都市圈（又稱芝加哥-匹茲堡城市帶，與加拿大共享）
- 墨西哥湾沿岸大都市圈
- 东北地区大都市圈
- 北加州大都市圈（與南加州共組成加州大都市圈，又稱舊金山-聖地牙哥城市帶）
- 南加州大都市圈
- 皮埃蒙特大西洋大都市圈
- 德州三角地帶大都市圈

## 识别
大都市圈或新兴大都市圈均要有以下要素才能算是大都市圈：
- 大都市圈必須位於核心统计区內
- 根据2000年人口普查，它的人口密度必須超过每平方英里200人
- 人口增长率的预计必須超过15％，预计到了2025年的总人口增长必須超过1,000人
- 预计到了2025年的人口密度增加必須超過每平方英里50人以上
- 就业增长率的预计必須超过15％，预计到了2025年的总就业人口增长必須超过20,000人。[10]

### 此方法的缺点
这种方法在辨認新的、增长速度快的地区時非常成功，但在尋找辨認舊的、增长速度慢的地區時，就不能幫助人們辨認這些大都市圈。

## 统计[11]
| 大都市圈             | 郡數量 | 面積 （平方英里） | 2000年 人口 | 2000年 人口密度 （每平方英里） | 2025年人口/ 人口百份比增长 | 2005年生产总值 （億美金） | 2000年人均国内生产总值 （美金） |
| -------------------- | ------ | ----------------- | ----------- | ------------------------------ | -------------------------- | ------------------------- | ------------------------------- |
| 亚利桑那州太阳走廊   | 8      | 48,803            | 4,535,049   | 93                             | 7,362,613 / 62%            | 1,910                     | 42,000                          |
| 卡斯卡迪亚           | 34     | 47,226            | 7,400,532   | 157                            | 10,209,826 / 38%           | 3,370                     | 45,500                          |
| 佛罗里达州           | 42     | 38,356            | 14,686,285  | 383                            | 21,358,829 / 45%           | 6,080                     | 41,400                          |
| 弗茲山脈             | 30     | 56,810            | 4,733,679   | 83                             | 6,817,462 / 44%            | 2,290                     | 48,700                          |
| 墨西哥湾沿岸         | 75     | 59,519            | 11,747,587  | 197                            | 15,832,117 / 35%           | 5,240                     | 44,700                          |
| 五大湖区             | 388    | 205,452           | 53,768,125  | 262                            | 62,894,147 / 17%           | 20,730                    | 38,500                          |
| 东北地区             | 142    | 61,942            | 49,563,296  | 800                            | 58,124,740 / 17%           | 25,910                    | 52,000                          |
| 北加利福尼亚州       | 31     | 47,928            | 12,724,861  | 265                            | 17,290,363 / 36%           | 6,230                     | 49,000                          |
| 皮埃蒙特大西洋       | 121    | 59,525            | 21,162,581  | 356                            | 30,351,698 / 38%           | 4,860                     | 23,000                          |
| 南加利福尼亚州       | 10     | 61,986            | 21,858,662  | 353                            | 28,692,923 / 31%           | 10,370                    | 47,600                          |
| 德州三角地帶         | 101    | 85,312            | 16,131,347  | 189                            | 23,586,856 / 46%           | 8,180                     | 50,500                          |
|                      |        |                   |             |                                |                            |                           |                                 |
| 全部大都市圈（總和） | 967    | 772,860           | 206,780,494 | 268                            | 265,216,481 / 28%          | 91,990                    | 44,500                          |
| 国家其余部分         | 2,117  | 2,245,370         | 73,508,817  | 33                             | 90,820,565 / 24%           | 32,350                    | 44,000                          |
| 全美                 | 3,085  | 3,018,230         | 280,289,311 | 93                             | 356,037,046 / 27%          | 124,340                   | 44,300                          |
| 大都市圈所佔百份比   | 31%    | 26%               | 74%         | N/A                            | 74%                        | 74%                       | N/A                             |